# Orbexilum
Orbexilum es un género de plantas con flores con diez especies perteneciente a la familia Fabaceae.

## Especies
- Orbexilum gracile
- Orbexilum latifolia
- Orbexilum lupinellum
- Orbexilum macrophyllum
- Orbexilum melanocarpum
- Orbexilum onobrychis
- Orbexilum pedunculatum
- Orbexilum simplex
- Orbexilum stipulatum
- Orbexilum virgatum